# The Lords of Altamont
I Lords of Altamont sono un gruppo musicale Hard Rock/Garage/Punk/Psychedelic statunitense, fondato a Los Angeles.
La formazione iniziale includeva membri di The Bomboras, The Fuzztones, MC5 e The Cramps. Fino ad ora la band ha pubblicato 6 album, l'ultimo dei quali nel 2017, dal titolo The Wild Sound of Lords of Altamont.

## Discografia

### Album
- To Hell with The Lords (2003) Sympathy for the Record Industry
- Lords Have Mercy (2005) Gearhead/Fargo
- The Altamont Sin (2008) Phantom Sound & Vision
- Midnight to 666 (2011) Fargo Records
- The Lords Take Altamont (2014) Gearhead/Fargo
- The Wild Sounds of The Lords of Altamont (2017) Heavy Psych Sounds Records

### Singoli
- The Split / She Cried (2005)
- Getting High (On My Mystery Plane) / (Please) Get Back in the Car & Faded Black (2009)
- Going Downtown / Evil (Is Goin' On) (2017)